# Cobaea minor
Cobaea minor är en blågullsväxtart som beskrevs av Carl Friedrich Philipp von Martius och Gal.. Cobaea minor ingår i släktet Cobaea, och familjen blågullsväxter. Inga underarter finns listade i Catalogue of Life.